# Alpine A110
Az Alpine A110 egy sportautó, amit a francia autógyártó Alpine (fonetikusan: alpin(ə)) gyártott 1961-től 1977-ig. Az autó az úgynevezett berlinetta stílusban került gyártásba, ami a gyakorlatban egy kis kétajtós, 2+2 üléses kupét jelentett. Az Alpine A110 a korábbi Alpine A108 utódja. Az autót többféle motorvariációval gyártották. Az A110 modern változatát 2017 óta gyártják.

## Története
1961-ben érkezett, és mint a korábbi utcai Alpine-modellek, sok Renault-alkatrészt használt, többek között a motort is. Amíg az előd A108 a Dauphine alkatrészeit használta, az A110 az új modell, az R8 alkatrészeire támaszkodott. Az A108-cal ellentétben, ami először csak kabrió formában jelent meg, az A110 rögtön berlinetta formában vált elérhetővé, és csak később készült el a kabrió változat. A legnagyobb különbség a két autó között azonban az újratervezett farrész. Ez biztosított helyet az A110 nagyobb motorjának, és egy jóval agresszívebb külsőt kölcsönzött az autónak. Az A108-hoz hasonlóan nem önhordó, acélcső alvázat és üvegszálas testet kapott. Az A110-et eredetileg az 1.1 L R8 major vagy R8 Gordini motor 95 lóerőt (71 kW) adott le 6500-as fordulaton.
Az A110 hírnevének nagy részét az 1970-es években gyűjtötte mint sikeres raliautó. Számos raligyőzelem után az 1960-as évek végén az öntöttvas R8 Gordini Cléon-Fonte ki lett cserélve az alumíniumblokkos Cléon-Alu blokkra a Renault 16 TS-ből. A két Weber 45 venturi ikerkarburátorral, a TS motor 125 lóerőt (93 kW) ad le 6000-res fordulaton. Ezen változásnak köszönhetően az 1600S végsebessége 210 km/h-ra (130 mph) nőtt. A hosszított tengelytávú Alpine A108 2+2 Coupé utódja az A110 mechanikai alapjait használja, a neve A110 GT4 lett.
Az autó nemzetközi hírnévre tett szert az 1970 és 1972 közötti idényekben az újonnan alapított  Gyártók Nemzetközi Bajnokságán (IMC),számos esemény megnyerésével szerte Európában, elismerést szerezve a kor egyik legerősebb raliautójaként. Megemlítendő teljesítményt ért el győzelmével az 1971-es Monte-Carlo-ralin a svéd pilótával, Ove Anderssonnal.
2016-ban a Renault újraélesztette az Alpine márkát, és vele az A110-est. Az új A110-es nagyon hasonlít a régihez, kerek első lámpáival, és könnyű sportautó kialakításával. Három változata kapható: az alap A110-es, a jobban felszerelt A110 GT, és az erősebb, könnyebb, inkább pályaspecifikus A110S. Mindegyikben 1.8-as turbómotor van, amit a Nissan fejlesztett ki eredetileg. Ugyanez a motor van a Renault Megane R.S.-ben is. Az alap A110-ben ez a motor 252 Le, az A110 GT-ben 292LE és A110S-ben 2020-tól 300 lóerőt produkál.
Az új alap A110 mindössze 1109 kg-ot nyom, így jóval könnyebb a versenytársainál.

## Fordítás
- Ez a szócikk részben vagy egészben  az   Alpine A110 című angol Wikipédia-szócikk ezen változatának fordításán alapul.  Az eredeti cikk szerkesztőit annak laptörténete sorolja fel. Ez a jelzés csupán a megfogalmazás eredetét és a szerzői jogokat jelzi, nem szolgál a cikkben szereplő információk forrásmegjelöléseként.